# میلیاردها (مجموعه تلویزیونی)
میلیاردها (به انگلیسی: Billions) یک سریال درام آمریکایی و ساختهٔ بری کاپپلمن، دیوید لویو و اندرو راس سورکیس است که اولین قسمت آن ۱۷ ژانویهٔ ۲۰۱۶ در شبکه تلویزیونی شوتایم پخش شد.
داستان این سریال در هر فصل در ۱۲ قسمت روایت می‌شود و تاکنون پنج فصل از آن پخش شده‌است. سری اول آن در ۱۷ ژانویه ۲۰۱۶ انتشار یافته و سری چهارم آن در ۸ می ۲۰۱۹. تا کنون ۶ قسمت از فصل ۵ انتشار یافته‌است.
در اواسط فصل پنجم سریال، شبکه شوتایم اعلام کرد که آن‌ها فصل ششم سریال پربینندهٔ میلیاردها را سفارش داده‌اند.
| سری | سری | قسمت | قسمت | بازه انتشار       | بازه انتشار    |
| سری | سری | قسمت | قسمت | از تاریخ          | تا تاریخ       |
| --- | --- | ---- | ---- | ----------------- | -------------- |
|     | 1   | 12   | 12   | January 17, 2016  | April 10, 2016 |
|     | 2   | 12   | 12   | February 19, 2017 | May 7, 2017    |
|     | 3   | 12   | 12   | March 25, 2018    | June 10, 2018  |
|     | 4   | 12   | 12   | March 17, 2019    | June 9, 2019   |

## خلاصه داستان
این سریال داستان به رخ کشیدن قدرت میان دو شخص بانفوذ و پرقدرت از دو قطب قانون‌گذاران و سرمایه‌گذاران در دنیای امروزه است. دادستانی زیرک و بلندپرواز بنام چاک رودز (پل جیاماتی) پس از رسیدن یه ریاست صندوق‌های تأمین، سخت به دنبال گیر انداختن و رسوا کردن یکی از بزرگ‌ترین و بانفوذترین صندوق‌داران مالی شرکت‌های وال استریت در نیویوک بنام بابی اکسلراد (دیمین لوئیس) است.